# Discord (logiciel)
Pour les articles homonymes, voir Discord.
Discord est une plateforme de VoIP et de messagerie instantanée. Il fonctionne sur les systèmes d’exploitation Windows, macOS, Linux, Android, iOS ainsi que sur les navigateurs web. Il est distribué sous forme de freeware et développé avec une licence propriétaire.
La plateforme compte en janvier 2024 plus de 614 millions d'utilisateurs. En mars 2022, l’entreprise emploie environ 600 salariés et est valorisée à 15 milliards de dollars.
Conçu initialement pour les communautés de joueurs de jeux vidéo, son utilisation s'est diversifiée avec le temps.

## Histoire
Discord a été créé en 2015 par Jason Citron pour rassembler tous les logiciels de VoIP existants (Skype, TeamSpeak, Mumble, etc.) dans un seul logiciel. Le logiciel est d'abord utilisé par les joueurs, mais d'autres communautés se mettent rapidement à l'utiliser, comme les développeurs.
Hammer & Chisel, désormais Discord Inc., est le nom de l'entreprise créée par Jason Citron, peu d'années avant l'élaboration du logiciel Discord. Créée en 2012, l'entreprise a son siège en Californie. Son fondateur, Jason Citron, est un des pionniers du développement de jeux sur smartphones. Parmi les jeux développés sur smartphone, le premier titre lancé, Fates Forever, est un succès sur iPad et est récompensé par plusieurs prix dont l'Apple's Editor Choice et le Best of iPad 2014,.
En janvier 2016, la start-up lève 20 millions de dollars avec plus de trois millions de comptes. En mai 2016, les développeurs revendiquent plus de 45 millions de comptes, puis 87 millions le 11 décembre 2017 et 250 millions le 13 mai 2019.
Depuis le 28 juillet 2016, il est possible d'appeler directement ses contacts (uniquement de manière vocale avant cela) et de créer des groupes de discussion allant jusqu'à dix personnes.
En juillet 2017, Discord est accusé de ne pas protéger suffisamment ses utilisateurs sur des questions telles que le racisme, la religion, la politique ou la pornographie, obligeant les développeurs à rapidement prononcer un avis sur la question. Un filtre NSFW est alors mis à la disposition des utilisateurs de l'application. En août 2017, lors de la manifestation « Unite the Right » à Charlottesville, Discord se prononce une nouvelle fois en fermant les serveurs d'extrême-droite ayant participé à la formation des rassemblements racistes. Le PDG annonce également à cette occasion que l'application veille à "étouffer" les serveurs ayant des activités illégales ou controversées,.
Le 10 août 2017, 5 % des utilisateurs sont sélectionnés pour bénéficier du partage d'écran et de la visioconférence, alors testés en version bêta par les développeurs. Ces fonctionnalités ne sont disponibles que dans les appels privés et dans les groupes. Entre fin août et septembre 2017, Discord lance progressivement cette fonctionnalité de manière publique en la débloquant à 10, 20, 30 puis 40 % des utilisateurs. Depuis le 6 octobre 2017, tous les utilisateurs peuvent utiliser les fonctions de partage d'écrans et de visioconférence dans les groupes de discussion privés, et cette fonctionnalité est par ailleurs présente sur mobile depuis le 17 décembre 2020.
Le 16 octobre 2018, l'application se voit dotée d'un magasin en ligne de jeux vidéo, retiré depuis le 15 octobre 2019.
En mars 2020, Discord est utilisé en France, à l'initiative de certains enseignants et élèves, dans le cadre de la pandémie de Covid-19, par des établissements universitaires ou scolaires pour pallier les difficultés techniques des espaces numériques de travail, saturés sur certaines plages horaires. Discord publie alors un guide sur son blog pour la création d'une classe virtuelle.
En juillet 2020, la plateforme annonce lever 100 millions de dollars sans donner d'informations détaillées concernant les investisseurs. Discord est alors valorisée à 3,5 milliards de dollars. En complément, la même somme est à nouveau levée en décembre 2020. Selon TechCrunch, après cette nouvelle collecte de fonds, la valorisation de Discord atteindrait 7 milliards de dollars,.
Le 4 mai 2020, le site change son adresse web, de « discordapp.com » vers « discord.com ».
En mars 2021, Bloomberg et The Wall Street Journal relaient un article de VentureBeat révélant que plusieurs entreprises — telles que Twitter, Epic Games ou Amazon — sont intéressées d'acquérir Discord, et que Microsoft, considéré comme le mieux placé pour cet achat, aurait déjà formulé une offre s'élevant à plus de 10 milliards de dollars,,. Toujours selon ces deux journaux, préférant préparer une introduction en bourse, la plateforme de discussion aurait clos les négociations avec Microsoft le mois d'avril suivant, malgré une offre introduite par cette dernière entreprise d'un montant de 12 milliards de dollars,,.
En mai 2021, à l'occasion de son 6e anniversaire, Discord modifie sa charte graphique et son slogan.
En septembre 2021, Discord annonce avoir levé 500 millions de dollars au sein d'une augmentation de capital dirigée par le fond Dragoneer Investment Group, l’entreprise atteignant alors une valorisation de 15 milliards de dollars.
Le 3 mai 2023, le logiciel annonce un changement du système des noms d'utilisateurs en remplaçant les noms d'utilisateurs avec « discriminateurs » (la suite de quatre chiffres présents après tous les pseudonymes) par des noms d'utilisateur uniques en minuscules, alphanumériques, avec la possibilité de n'insérer que deux caractères spéciaux ; le point et le tiret du bas,. Selon la plateforme, « le but principal est de rendre beaucoup plus facile [...] les nouveaux utilisateurs arrivant sur Discord le fait de se retrouver entre amis ».
En avril 2024, le logiciel introduit des publicités, sous la forme de « quêtes sponsorisées »,,.
Le 17 septembre 2024, Discord annonce un système de chiffrement de bout en bout pour les appels vocaux et vidéos nommé « DAVE » alors que sa concurrence a massivement adopté ce fonctionnement, il rendra impossible que l'entreprise prenne connaissance du contenu de ces échanges. L'entreprise annonce néanmoins que les messages privés ne seront pas chiffrés de bout en bout. Le protocole de chiffrement est expliqué dans un livre blanc public et a été vérifié par la société de consultation en cybersécurité Trails of Bits. Son code source est open-source et un programme de prime aux bugs récompense toute personne qui signalerait une vulnérabilité dans le protocole DAVE. L'EFF apprécie l'arrivée du chiffrement de bout en bout dans les appels Discord et la transparence de l'entreprise sur le sujet, mais déplore le fait que le protocole ne soit pas étendu aux messages privés et aux discussions de groupe.
Le 28 avril 2025, Jason Citron cède sa place de PDG de Discord Inc. à Humam Sakhnini, ancien président de King et auparavant conseiller de Bobby Kotick chez Activision Blizzard. Jason Citron siège désormais au conseil d'administration tout en conseillant le nouveau PDG. Cette annonce semble préparer une intensification de la stratégie de monétisation de Discord ainsi que sa future introduction en Bourse,,,.

## Fonctionnement
Discord est basé sur un principe de « serveurs ». Chaque utilisateur peut fonder un ou plusieurs serveurs gratuitement et en devient dès lors l'administrateur. Selon les permissions du serveur, les utilisateurs peuvent rejoindre ou non les serveurs d'autres utilisateurs, grâce à des invitations. Sur leurs serveurs, les administrateurs peuvent créer des salons vocaux ou textuels et définir des permissions pour chaque utilisateur. Les permissions sont gérées sous forme de rôles,.
Discord est particulièrement apprécié par les communautés de joueurs et de streamers, car il rassemble toutes les fonctionnalités auparavant disponibles grâce à plusieurs logiciels de VoIP distincts dans un seul logiciel et propose de nouvelles fonctionnalités comme le recouvrement (overlay) en jeu, l'offuscation d'informations personnelles sur Discord lorsque l'utilisateur stream ou la détection automatique du jeu joué par l'utilisateur.
L'application propose diverses fonctionnalités, améliorant l'expérience utilisateur, comme le support de la syntaxe Markdown, la recherche globale de messages, la double authentification, un correcteur orthographique, ou le support de robots sur les serveurs. Les robots sont déployés grâce à des scripts (en Python, en Javascript, ou d'autres langages de programmation) et sont capables d'interagir avec les autres utilisateurs du serveur. Ils peuvent être utilisés pour la modération, la surveillance, l'animation du serveur, l'affichage automatique de données... Chaque utilisateur peut développer son propre robot.
L'utilisation du logiciel est gratuite dans son ensemble, mais Discord propose un abonnement facultatif à son service, Nitro, qui permet aux utilisateurs de repousser les limitations techniques imposées par la plateforme (partage d'écran de meilleure qualité, possibilité d'envoyer des fichiers plus volumineux...). Depuis octobre 2018, un autre abonnement est disponible, qui intègre toutes les fonctionnalités du premier, qui comprenait un accès gratuit à bon nombre de jeux jusqu'au 15 octobre 2019, et, depuis juin 2019, qui offre la possibilité pour l'abonné d'améliorer son serveur favori. Le serveur ainsi favorisé dispose, en fonction du nombre de soutiens, d'avantages particuliers comme une amélioration de la qualité des salons vocaux, une bannière d'invitation au choix, une icône de serveur animée ou encore une augmentation du nombre maximal d'émojis disponibles sur le serveur.
Conçu initialement pour les communautés de joueurs de jeux vidéo, son utilisation s'est diversifiée avec le temps, notamment à la suite de la pandémie de Covid-19.

## Controverses

### Diffusion de logiciels malveillants
Malgré la mise en place de protections (notamment une analyse des fichiers téléversés par Virustotal), Discord est manifestement utilisé pour propager et administrer des logiciels malveillants. Il est en effet possible de se servir des serveurs Discord comme moyen d'hébergement et de distribution de fichiers malveillants. De plus, le logiciel peut être modifié de manière à envoyer les informations confidentielles (numéro de téléphone, moyens de paiement, contenu du presse-papier…) des utilisateurs à un serveur distant. Le 29 octobre 2019, la cellule d'intégration de la cybersécurité et des communications du New Jersey produit une fiche événementielle liée à la découverte, par MalwareHunterTeam, d'un logiciel malveillant sur Discord utilisable pour le vol d'adresse e-mail, numéro de téléphone, nom d'utilisateur, adresse IP et paramètres utilisateur Discord. Ce maliciel, nommé BlueFace, copie également les 50 premiers caractères du presse-papier et est ainsi susceptible de voler les mots de passe utilisateurs. Enfin, ce programme malveillant crée une porte dérobée pour une infection ultérieure.

### Manquements aux obligations du RGPD
Le 17 novembre 2022, la CNIL inflige une amende de près de 800 000 € à la société éditrice pour manquements à plusieurs obligations du RGPD, dont notamment les manquements à l’obligation d’information, l'obligation de garantir la protection des données par défaut ou encore l’obligation d’assurer la sécurité des données personnelles. Par ailleurs, après contrôle la CNIL constate que plus de deux millions de comptes sont conservés malgré leur inactivité depuis plus de trois ans (et 58 000 comptes inactifs depuis plus de 5 ans),,.
Depuis les constatations de la CNIL, Discord a effectué des efforts de conformation,,.

### Utilisation par des internautes et des groupes extrémistes
Discord a gagné en popularité auprès de l'alt-right en raison de la pseudonymie et de la confidentialité offertes par le service de Discord. L'analyste Keegan Hankes du Southern Poverty Law Center a déclaré : 

« Il est pratiquement inévitable d'être un leader dans ce mouvement [alt-right] sans participer à Discord,. »

 Citron a déclaré que les serveurs engagés dans des activités illégales ou en violation des conditions d'utilisation seraient fermés, mais n'a pas divulgué d'exemples.
À la suite des événements violents qui ont eu lieu lors du Unite the Right rally à Charlottesville, Virginie, le 12 août 2017, il a été découvert que Discord avait été utilisé pour planifier et organiser le rassemblement nationaliste blanc. Cela incluait la participation de Richard Spencer et Andrew Anglin, des figures de proue du mouvement. Discord a réagi en fermant les serveurs soutenant l'alt-right et l'extrême droite, et en bannissant les utilisateurs qui y avaient participé. Les dirigeants de Discord ont condamné la « suprématie blanche » et le « néo-nazisme », et ont déclaré que ces groupes « ne sont pas les bienvenus sur Discord ». Discord a travaillé avec le Southern Poverty Law Center pour identifier les groupes haineux utilisant Discord et bannir ces groupes du service. Depuis, plusieurs serveurs néo-nazis et alt-right ont été fermés par Discord, y compris ceux opérés par le groupe terroriste néo-nazi Atomwaffen Division, le Mouvement de résistance nordique, Iron March et European Domas.
En mars 2019, le collectif médiatique Unicorn Riot a publié le contenu d'un serveur Discord utilisé par plusieurs membres du groupe nationaliste blanc Identity Evropa qui étaient également membres des Forces armées des États-Unis.
En janvier 2021, deux jours après l'attaque du Capitole des États-Unis, Discord a supprimé le serveur pro-Donald Trump The Donald, « en raison de son lien manifeste avec un forum en ligne utilisé pour inciter à la violence, planifier une insurrection armée aux États-Unis et diffuser de fausses informations nuisibles liées à la fraude électorale de l'élection présidentielle américaine de 2020 », tout en affirmant qu'il n'y avait aucune preuve que le serveur avait été utilisé pour organiser l'attaque sur le Capitole. Le serveur avait été utilisé par d'anciens membres du r/The_Donald subreddit, que Reddit avait supprimé plusieurs mois auparavant.

## Identité visuelle

### Logo

De 2015 à mai 2021.
Depuis mai 2021.

### Texte du logo

De 2015 à mai 2021.
Depuis mai 2021.